# عبوة خارقة

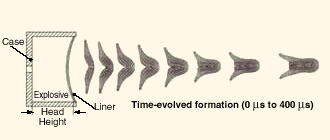
كيفية تشكل المقذوف الخارق.

عبوة نافذة أو العبوات الناسفة الخارقة أو مقذوفات مشكلة انفجارياً (بالإنجليزية: Explosively formed penetrator)‏ نوع من أنواع الحشوات المشكلة يُستعمل لاختراق الدروع السميكة بفعالية. عرفت منذ الحرب العالمية الثانية ومستعملة بكثرة في حروب العصابات لإنها أقوى من العبوات الناسفة الاعتيادية في تركيز الموجة الانفجارية على نقطة معينة. يتشكل المقذوف المخترق عن طريق تفجير الحشوة الداخلية التي تدفع غطاء العبوة المعدني المقعر إلى أن يصبح على شكل خذيفة خارقة تتحرك بسرعة ميل في الثانية وقد تصل إلى 6 ماخ حتى سرعات كبيرة ذات تأثير مدمر مثل 8000 م\ث. وكلما زادت كثافة الغطاء المقعر، ازدادت قوة النفاذ والاختراق.

تشكل المقذوف الخارق.